# Isostasius polaszeki
Isostasius polaszeki är en stekelart som beskrevs av Peter Neerup Buhl 2004. Isostasius polaszeki ingår i släktet Isostasius och familjen gallmyggesteklar. Inga underarter finns listade i Catalogue of Life.